# Abd al-Ilah
Abd al-Ilah ibn Ali ibn Hussein al-Hashimi sau Abdul Ilah (în arabă عبد الإله بن علي بن حسين الهاشمي; n. 14 noiembrie 1913, Ta'if⁠(d), Arabia Saudită – d. 14 iulie 1958, Al Rehab Palace⁠(d), Regatul Irakului⁠(d), Irak) a fost un prinț (emir) arab din familia Hașemită din Hidjaz, regent al Irakului între 4 aprilie 1939 - 23 mai 1953, în timpul copilăriei regelui [[Faisal al II-lea. Din anul 1943 a deținut titlul de prinț moștenitor al Irakului, reconfirmat în 1953.
Abd al-Ilah a deținut și rangurile militare de Feldmareșal al Armatei Regale Irakiene, mareșal al Aviației Regale Irakiene și de mareșal onorific al Aviației Regale britanice RAF.

## Biografie

### Anii de copilărie și tinerețe
Abd al-Ilah s-a născut în 1913 la Ta'if în Hidjaz, ca unicul fiu al celui de-al doilea și ultimului rege al Hidjazului, șeriful Ali ibn Hussein, și al soției acestuia, Nafissa Khanum. Seriful Ali ibn Hussein era fratele mai mare al regelui Faisal I al Irakului, și al reginei Aliya bint Ali, vărul primar și în acelaș timp cumnatul regelui Ghazi I al Irakului. Familia sa a fugit din Hidjaz, când Abd al Aziz Ibn Saud, emirul Nedjdului a cucerit regatul tatălui său și i-a luat titlul.
Abd al-Ilah a studiat vreme de trei ani la Colegiul Victoria din Alexandria, în Egipt.

### Regent al Irakului 1939-1941
Când în Irak regele Ghazi I, a murit într un accident de automobil, Abd al-Ilah, în vârstă de 26 ani a fost ales regent al nepotului său,noul rege Faisal al II-lea, care avea doar 4 ani. Din 1943 Abd al-Ilah a fost numit și prinț moștenitor.
Se consideră că Nuri Pașa as-Said, Taha al Hashimi și ofițeri naționaliști conduși de colonelul Salah ad Din Al Sabagh au sprijinit alegerea sa ca regent pentru că vedeau în el o personalitate slabă, ușor de influențat și de manipulat. Ulterior, după 1941, el a sugerat în mai multe rânduri în public necesitatea unor reforme politice, fără ,însă, să le pună în practică, și a încercat să limiteze influența lui Nuri as-Said. În 1943 a reușit să obțină pentru rege și regent prerogativa de a demite pe prim miniștri. Nuri as-Said a încercat din acest motiv să propună britanicilor să-l schimbe din funcția de regent, cu emirul Zaid, frate vitreg al regelui Feisal I și al emirului transiordanian Abdallah, a cărui candidatură o sabotase înainte.

### Lovitura de stat din 1941
În timpul celui de-al doilea război mondial prințul Abd al-Ilah a fost deposedat de funcția sa de către ofițeri naționaliști pro-germani (din asa numitul „Pătrat de aur”, sau „Cei Șapte”) și fostul prim ministru, avocatul Rashid Ali al-Kailani. Aceștia au dirijat la 1 aprilie 1941 o lovitură de stat pro-hitleristă împotriva regimului irakian care era pro-britanic. După ce a fugit din țară, Abd al-Ilah a fost înlocuit în funcția de regent de către Sherif Sharaf. Sherif Sharaf era un verișor mai în vârstă și foarte evlavios, al regelui Faisal. Regentul detronat și fostul premier Nuri as Said s-au refugiat la Amman ca oaspeți ai emirului hașemit al Transiordaniei, Abdallah I.
La 2 mai 1941 Marea Britanie a lansat o ofensivă împotriva rebelilor irakieni. La 26 mai, ziarul New York Times a relatat că Abd al-Ilah a chemat la rezistență pe toți conducătorii tribali și religioși arabi împotriva regimului pro-german instalat la Bagdad. El s-a adresat in mod specific poporului irakian, armatei și poliției cerându-le să îndeplinească „această sarcină dificilă”.
La 2 iunie „Guvernul de apărare națională” al lui Rashid Ali pașa a fost înlăturat de la putere de către trupele britanice, iar șeful rebel a fugit în Persia.Abd al-Ilah a revenit la Bagdad și a fost repus în funcția de regent.

### Reluarea regenței 1941-1953
Colaborând cu Nuri as-Said cu multe rezerve, Abd al-Ilah a continuat o politica naționalistă moderată, menținând relații apropiate cu Puterile Aliate.
În 1942 prințul a oferit un dineu oficial somptuos în cinstea trimisului președintelui Roosevelt, Wendell Wilkie. În 1945 Abd al-Ilah a vizitat Statele Unite și a fost cel dintâi șef de stat găzduit de noua pereche prezidențială de la Casa Albă, soții Harry și Bess Truman. Cu această ocazie Abd al-Ilah, ca regent al „Irakului prieten”, a fost decorat cu Legiunea de Merit a Statelor Unite ale Americii. 
În 1948-1949 armata irakiană a participat la războiul împotriva Israelului.
În anii 1950 și până la moarte Abd-al Ilah a cochetat cu ideea unei uniri a Irakului cu Siria, aspirand la răsturnarea regimurilor republicane siriene și fiind, poate, interesat de tronul Siriei. Intervențiile sale în afacerile Siriei nu au avut succes, și au atras critici grele în Irak.Împotriva lui Nuri Said Abd al-Ilah a apelat uneori la politicieni rivali acestuia, precum Salih Jabr.

### Prinț moștenitor 1953-1958
In 1953 când regele Feisal al II-lea a ajuns la majorat, Abd al-Ilah a încetat de a mai fi regent. Totuși el a continuat să fie prinț moștenitor, un consilier apropiat al tânărului monarh și să sprijine o politică externă favorabilă Occidentului. 
În 1955 Irakul a adoptat Pactul de la Bagdad, cunoscut și ca Organizația Tratatului Central CENTO, alături de Iran,Pakistan, Turcia și Marea Britanie. Sediul CENTO se afla la Bagdad. 
În mai 1957 regele Feisal al II-lea, prințul Abd al-Ilah și primul ministru Nuri as-Said au primit la Bagdad vizita de 8 zile a regelui fondator al Arabiei Saudite, Ibn Saud. Aceasta era cea dintâi vizită a acestuia în Irak si era destinată să celebreze participarea Irakului la o Federație Arabă cu Iordania și ruptura cu Egiptul panarabist condus de Gamal Abdel Nasser.

### Revoluția de la 14 iulie 1958
La 14 iulie 1958 colonelul Abd al Karim Al Kassem a condus o lovitură de stat militară care a dat jos regimul monarhic și a dus la proclamarea Republicii Irak. Abd al-Ilah a neglijat în mare măsura politica internă în favoarea celei externe si nu a fost luat prin surprindere de opoziția din cadrul armatei. În cursul loviturii de stat, cand palatul regal a fost împresurat de militarii rebeli, Abd al-Ilah nu a încercat să fugă, a ordonat gărzii regale să nu opună rezistență, și a pus să se ridice steagul alb pe clădire, in speranta ca se va permite familiei regale să părăsească țara (cum a fost, de pildă, în Egipt). A fost omorât în curtea palatului regal, cu mama sa, prințesa Nafisa, soția sa, prințesa Hiyam, nepotul său de 6 ani, prin foc de pușcă automată, de către căpitanul Abd As-Sattar As Sab care îi conducea pe asaltatori. Împreună cu el au mai fost uciși tânărul rege Feisal al II-lea, prințesa Abadiya și alți demnitari și slujitori. După descrierea entuziastă publicată de agenția de știri a regimului Nasser, M.E.N., cadavrul lui Abd al-Ilah a fost târât pe strada Al Rashid „ca un cadavru de câine, mutilat bucată cu bucată” de către mulțime. Apoi a fost spânzurat de pe balconul ministerului apărării.

## Onoruri
- Ordinul Bath Knight Grand Cross (KGC) - Marea Cruce de Cavaler